# 鏡獅子 (紀錄片)
鏡獅子是小津安二郎所拍攝的一部歌舞伎紀錄片，另外一稱為「菊五郎的鏡獅子」。小津素來崇拜知名歌舞伎名人──六代目尾上菊五郎，並且經人介紹後，與之有所接觸。1934年，日本成立國際文化振興會，委託松竹映畫拍攝一部歌舞伎紀錄片，做為向海外介紹日本文化之用，因此小津就成為這項工作的人選，並在1935年時進行拍攝工作。
本劇分為兩大部份，前半部為旁白介紹尾上菊五郎及其相關影像，後半部則為菊五郎在舞台上演出《鏡獅子》一劇的片段。原本《鏡獅子》表演長達一小時，基於只是要給外國人做介紹的考量上，本片只保留菊五郎扮女妝跳舞與表演獅舞的部份。又礙於劇場負責人的規定，在拍攝舞台表演時有所限制，這點讓小津在拍攝時並不愉快。不過前半部介紹菊五郎的部份，則仍具有小津的拍攝手法。
本劇為黑白有聲片，全長二十五分鐘。因為當時是作為文化宣傳用途，並沒有特別上映，一般在討論小津導演的電影時也不大會被提到。

## 工作人員
導演：小津安二郎

攝影：野田高梧

解說翻案：守隨憲昭

朗讀：增田順二

## 表演人員
彌生、獅子精：六代目尾上菊五郎

蝴蝶精：尾上琴次郎

蝴蝶精：尾上茂

吟唱者：松永和風，富士田新藏

三味線：柏伊三郎，杵屋勝松

太鼓：望月太左衛門

大鼓：柏扇十郎

小鼓：望月朴清

笛子：堅田喜三郎

## 劇情介紹
江戶城的大奧在每年一月七日都會舉行一項叫「鏡曳」的儀式，儀式完畢後要由一名年輕女子在將軍面前獻上獅子舞的表演。然而大奧內的侍女大都上了年紀，便命令一位叫做彌生的年輕侍女擔任表演工作。（以上為原本故事前述，本片正式劇情只有以下舞蹈的部份）
彌生原本是個嬌弱的女孩，婀娜多姿，怎麼能夠表演這種勇猛的獅舞？當她拿起了將軍家的一個獅子面具，在面具裡的獅子精突然出現，並且開始了雄偉的獅舞。
劇中彌生與獅子精皆為同一演員演出，呈現出兩者之間一靜一動的不同面貌。